# Myriophyllum glomeratum
Myriophyllum glomeratum är en slingeväxtart som beskrevs av Anton Karl Schindler. Myriophyllum glomeratum ingår i släktet slingor, och familjen slingeväxter. Inga underarter finns listade i Catalogue of Life.